# Армстехно НИТИ
Армстехно НИТИ или просто НИТИ — болгарский БПЛА, разработанный в 2006 году компанией Armstechno Ltd.. 
Оснащался двухцилиндровым поршневым двигателем внутреннего сгорания и одним тянущим винтом. 

## Описания
Беспилотник НИТИ может осуществлять разведку местности, изучать химическую и радиационную обстановку, передавать информацию о позициях противника и дислокации стационарных и подвижных объектов, предоставлять информацию для корректировки артиллерийского огня и осуществлять информационное обеспечение безопасности военных контингентов за границей. Помимо этого, беспилотник может быть задействовать в поисково-спасательных операциях и обнаружениях лесных пожаров, что ему позволяют большая дальность полёта, высокая манёвренность и продолжительное время нахождения в воздухе.
Оборудован современными средствами ведения видеонаблюдения: цветная электрооптическая камера, передающая изображение в широком разрешении; тепловая камера, которая может передавать изображение в условиях слабой освещённости; дополнительно доступны химический и радиационный дозиметр. Управление осуществляется с помощью оператора, посадка проводится в автоматическом режиме в соответствии с заданными предварительно координатами. Сконструирован из композитных материалов, армированных углеродными тканями, и выдерживает перегрузки до 8 единиц.

## Испытания
В 2011 году беспилотник прошёл испытания, организованные МВД Болгарии: по их итогам МВД Болгарии отказался от принятия на вооружение беспилотника НИТИ в связи с огромным количеством недостатков (в том числе из-за ненадёжной конструкции и недостаточной способности беспилотника выполнять задания). Руководство «Армстехно» заявило, что в неудаче виноваты операторы, неправильно управлявшие беспилотниками.

## Характеристики
- Длина: 3 м
- Размах крыльев: 5,38 м
- Высота: 0,55 м
- Максимальная взлётная масса: 60 кг
- Площадь крыла: 2,35 м²
- Двигатель: поршневой двухцилиндровый 3W 106iB2
- Мощность: 10,7 л.с.
- Крейсерская скорость: 90-100 км/ч
- Максимальная скорость: 120 км/ч
- Дальность полёта: 500 км
- Высота полёта: 5000 м